# Bành Tiểu Phong
Bành Tiểu Phong (tiếng Trung: 彭小枫; sinh tháng 2 năm 1945) là Thượng tướng đã nghỉ hưu của Quân Giải phóng Nhân dân Trung Quốc (PLA), nguyên Chính ủy Quân đoàn Pháo binh 2, nay là Quân chủng Tên lửa Quân Giải phóng Nhân dân Trung Quốc.

## Thân thế và binh nghiệp
Bành Tiểu Phong sinh tháng 2 năm 1945 tại Trấn Bình, tỉnh Hà Nam. Ông là con trai của Bành Tuyết Phong, một vị tướng nổi tiếng trong thời kỳ chiến tranh Trung-Nhật, cựu Sư đoàn trưởng Sư đoàn 4, Tân Tứ quân.
Tháng 9 năm 1963, Bành Tiểu Phong học tập tại Học viện Kỹ thuật Quân sự Cáp Nhĩ Tân đến tháng 12 năm 1965, ông gia nhập Đảng Cộng sản Trung Quốc.
Bành Tiểu Phong nhập ngũ tháng 8 năm 1968, từng đảm nhiệm các chức vụ Phó Chính ủy Khu Cảnh bị; Chủ nhiệm Phòng Chính trị Sư đoàn; Chính ủy Sư đoàn; Chủ nhiệm Chính trị, Phó Chính ủy rồi Chính ủy Tập đoàn quân 40, Quân khu Thẩm Dương;
Tháng 8 năm 2001, nhậm chức Phó Chính ủy Quân khu Lan Châu.
Tháng 1 năm 2002, Bành Tiểu Phong được bổ nhiệm làm Phó Chính ủy kiêm Bí thư Ủy ban Kiểm tra Kỷ luật Đại học Quốc phòng Trung Quốc.
Tháng 12 năm 2003, nhậm chức Chính ủy Quân đoàn Pháo binh 2. Tháng 10 năm 2007, tại Đại hội Đảng Cộng sản Trung Quốc lần thứ 17, Bành Tiểu Phong được bầu làm Ủy viên Ban Chấp hành Trung ương Đảng Cộng sản Trung Quốc khóa XVII. Tháng 12 năm 2009, Bành Tiểu Phong thôi giữ chức Chính ủy Quân đoàn Pháo binh 2, nghỉ công tác trong quân đội, kế nhiệm ông là Trương Hải Dương.
Tháng 2 năm 2010, bổ nhiệm giữ chức Phó Chủ nhiệm Ủy ban Tài chính Kinh tế của Đại hội đại biểu Nhân dân toàn quốc Trung Quốc.

## Lịch sử thụ phong quân hàm
| Quân hàm |             |             | Thượng tướng |  |  |  |  |  |  |  |  |
| Cấp bậc  | Thiếu tướng | Trung tướng | Thượng tướng |  |  |  |  |  |  |  |  |
|          |             |             |              |  |  |  |  |  |  |  |  |